# VI Liceum Ogólnokształcące im. Juliusza Słowackiego w Kielcach
VI Liceum Ogólnokształcące im. Juliusza Słowackiego w Kielcach – jedna z kieleckich szkół ponadpodstawowych.

## Położenie
Budynki liceum położone są niedaleko centrum miasta przy skrzyżowaniu ulicy Gagarina oraz alei Legionów. Obok szkoły znajduje się rezerwat przyrody Kadzielnia oraz stadion miejski. W skład kompleksu budynków szkoły wchodzi dwuskrzydłowy budynek z pomieszczeniami do nauki oraz hala sportowa. Na terenie szkoły znajduje się parking dla pracowników.

## Historia
1 września 1960 przy ulicy Słowackiego otwarto Szkołę Podstawową i Liceum Ogólnokształcące Nr 4. Powstały na bazie, sięgającej tradycjami do roku 1900, Szkoły Podstawowej i Prywatnego Liceum im. Królowej Jadwigi. 30 czerwca 1966 dotychczasową szkołę prawnie zlikwidowano, a zamiast niej powstało VI Liceum Ogólnokształcące, które przybrało imię Juliusza Słowackiego.
16 października 1966 liceum otrzymało sztandar, który został ufundowany przez Komitet Rodzicielski, a w czerwcu 1967 odsłonięto pamiątkowa tablica ku czci patrona szkoły. W 1984 roku we Wrocławiu delegacja młodzieży szkolnej wzięła udział w pierwszym zlocie liceów ogólnokształcących im. Juliusza Słowackiego, a rok później na 25-lecie istnienia liceum powstał hymn szkoły.
22 kwietnia 1989 odsłonięto popiersie patrona, a 3 lata później 28 czerwca 1992 w Watykanie papież Jan Paweł II poświęcił nowy sztandar szkoły. 11 listopada 1992 liceum przeniosło się do będącego wcześniej internatem budynku przy ul. Gagarina 5. W dniach 18–20 kwietnia 1996 w szkole odbywał się XIII Ogólnopolski Zlot Liceów im. Juliusz Słowackiego. W październiku 2000 oddano do użytku halę sportową.

## Edukacja i sport
Szkoła posiada klasy o profilu humanistycznym, matematyczno-geograficznym, biznesowym, matematyczno-fizyczno-informatycznym, matematyczno-biologiczno-chemicznym i biologiczno-chemicznym, dwujęzyczne klasy o profilu matematyczno-fizycznym, biologiczno-chemicznym oraz klasę przygotowującą do matury międzynarodowej; uczy języków obcych: angielskiego, francuskiego, niemieckiego, rosyjskiego, hiszpańskiego.
W budynku szkoły znajduje się 27 sal lekcyjnych, 3 pracownie komputerowe oraz 12 pracowni przedmiotowych. Posiada także centrum informatyczno-informacyjne, w którego skład wchodzą: biblioteka oraz czytelnia z komputerami z dostępem do Internetu oraz salę teatralną. Na terenie szkoły działa lokalny radiowęzeł.
Obok budynku szkoły, oprócz trawiastego boiska, znajduje się hala sportowa z pełnowymiarowym boiskiem do koszykówki i widownią na 350 osób, a w jej pomieszczeniach mieszczą się siłownia oraz sala aerobiku.
Od 1997 roku w szkole swoją działalność prowadzi Szkolna Drużyna Sanitarna. Wygrała wiele nagród w konkursach pierwszej pomocy. 
Od 2006 roku przy szkole działa Klub Turystyczno-Krajoznawczy „Autsajder”, który każdego roku organizuje wyjścia przede wszystkim szlakami Gór Świętokrzyskich. Od 2019 należy do Polskiego Towarzystwa Turystyczno-Krajoznawczego. 
Od 2008 roku w szkole realizowany jest projekt Matury Międzynarodowej (International Baccalaureate). Pierwsi absolwenci Matury Międzynarodowej opuścili szkołę w czerwcu 2010 roku.
Od roku szkolnego 2009/2010 szkoła przygotowuje uczniów do egzaminu z języka niemieckiego - Deutsches Sprachdiplom der Kultusministerkonferenz - DSD B2/C1 (DSD II).

## Znani absolwenci
- Joanna Barczyńska – szachistka
- Tadeusz Buk – generał dywizji Wojska Polskiego
- Waldemar Kowalski – historyk
- Piotr Malarczyk – piłkarz nożny
- Maciej Pastuszka – piłkarz nożny
- Krzysztof Szczecina – piłkarz ręczny
- Mariusz Ostrowski – aktor
- Kazimierz Michał Ujazdowski – polityk, minister kultury i dziedzictwa narodowego
- Bartosz Kubicki – influencer, członek grupy internetowej "Genzie" oraz "Trzech króli"